# 1892 aux États-Unis
Pour des articles plus généraux, voir Chronologie des États-Unis et 1892.
Chronologie des États-Unis
- 1888
- 1889
- 1890
- 1891
- 1892
- 1893
- 1894
- 1895
- 1896

Cette page concerne des événements d'actualité qui se sont produits durant l'année 1892 du calendrier grégorien aux États-Unis.

## Événements

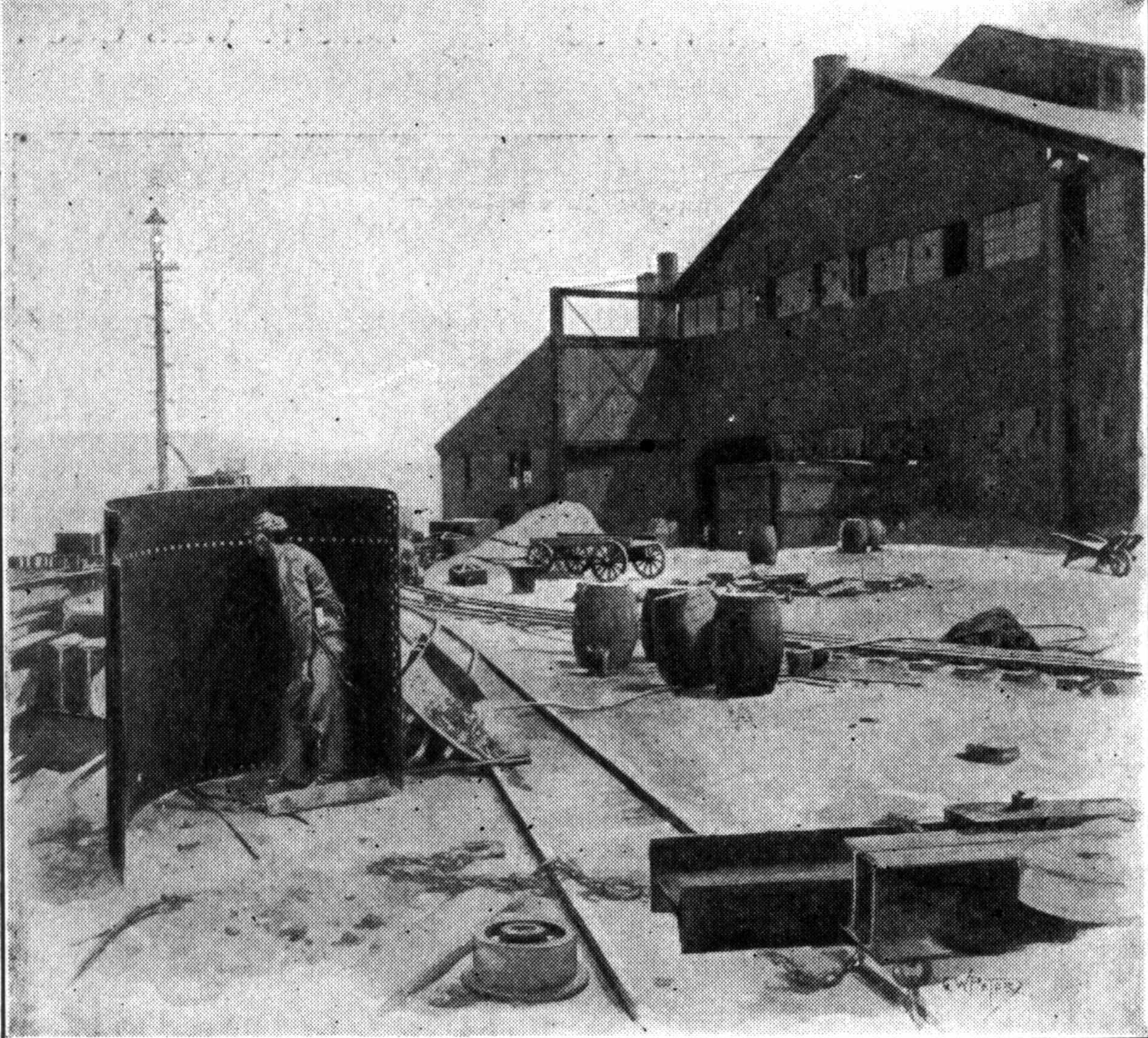
Le bouclier utilisé par les grévistes de Homestead lors de l'affrontement du 6 juillet et un agent Pinkerton

- 1er janvier : ouverture du centre d’accueil des immigrants à Ellis Island. Il fonctionnera jusqu’en 1954 comme un poste de contrôle de l’immigration. Entre 1881 et 1890 ont été recensés plus de cinq millions d’immigrants majoritairement européens : 72 % viennent d’Europe du Nord et de l’Ouest, 11,9 % d’Europe centrale et orientale, 6,4 % d’Europe méditerranéenne et 9,7 % d’autres régions du monde.
- 15 avril : fondation de General Electric.
- 7 juin : l'octavon Homer Plessy enfreint la loi de Louisiane sur la ségrégation dans les transports.
- 30 juin : Homestead Strike, grève des aciéries Carnegie, qui culmine le 6 juillet lors d'affrontement entre les grévistes et les agents de sécurité de Pinkerton.
  - Grèves dans tout le pays en juillet, dues à la dépression générale et à la montée du chômage : grève générale à La Nouvelle-Orléans, grève dans les mines de charbons du Tennessee, des aiguilleurs à Buffalo (État de New York), des aciéries Carnegie à Homestead (Pennsylvanie) et au district minier de Coeur d'Alene (Idaho)L. Ces deux dernières grèves seront brisées après l’intervention de la milice d’État.
- 1er octobre : ouverture de l'Université de Chicago, fondée par John Davison Rockefeller.
- 8 novembre : Benjamin Harrison est battu à l’élection présidentielle par le démocrate Grover Cleveland. Il paie ainsi l’endettement croissant de l’État fédéral et la hausse des prix industriels. Le candidat du Parti du Peuple, James Weaver, remporte plus d’un million de voix.
- La Cour suprême confirme l’expulsion par le Congrès de ressortissants chinois pour des raisons de sécurité intérieure.
- La production des industries américaine a triplé depuis 1877.